# Laboratoire régional vétérinaire de Labé
Le laboratoire régional vétérinaire de Labé est une institution de recherche et de diagnostic des différentes maladies animales y compris les zoonoses (transmissibles à l'être humain).
Fondé en 2019 dans la ville de Labé, en Guinée, il est rattaché à la Direction Nationale des Services Vétérinaires (DNSV) du ministère de l'agriculture et de l'élevage.

## Historique
Le laboratoire régional vétérinaire de Labé est créé en 2019 et inauguré le 18 décembre 2019 en présence du représentant résident de l'Organisation des Nations Unies pour l'Alimentation et l'Agriculture en Guinée, Mohamed Hama Garba. Il a été construit et équipé sur financement de l'Organisation des Nations unies pour l'alimentation et l'agriculture (FAO) et de l'Agence des États-Unis pour le développement international (USAID).
C'est le premier laboratoire régional vétérinaire de la Guinée qui est sous la tutelle de la Direction Nationale des Services Vétérinaires .
En juillet 2019, dans le cadre du renforcement du réseau de laboratoires vétérinaires en Guinée, la FAO octroie une formation pratique de trois mois à dix jeunes techniciens de laboratoire et médecins vétérinaires au Laboratoire Central vétérinaire de Bamako au Mali. Après cette formation, les agents formés ont été affectés aux laboratoires régionaux vétérinaires de Labé, Kankan, Nzérékoré, à l'Institut Supérieur des Sciences et de Médecine Vétérinaires de Dalaba et au Laboratoire central vétérinaire de Diagnostic de Conakry.

## Principales unités
Le laboratoire régional vétérinaire de Labé est constitué de trois principales unités ou sections que sont : la microbiologie, la parasitologie et la virologie.

### La microbiologie
Cette unité du laboratoire s'occupe principalement du diagnostic sérologique des maladies animales qui affectent les différentes espèces domestiques y compris les zoonoses ; d'effectuer le diagnostic bactériologique par la coloration de Gram, au Giemsa et au Ziehl-Neelsen des maladies animales. Le laboratoire fait aussi la culture et l'isolement des bactéries ainsi que l'antibiogramme.

### La parasitologie
Cette seconde unité s'occupe entre autres de :
- réaliser le diagnostic coprologique des parasitoses gastro-intestinales des animaux domestiques et sauvages ;
- réaliser le diagnostic des hémoparasitoses chez les animaux.

### La virologie
L'unité de virologie est chargée de : 
- effectuer le test rapide et l’immunofluorescence de la rage ;
- faire le diagnostic virologique de l’influenza aviaire et d’autres maladies virales par l’utilisation des tests rapides et autres méthodes de laboratoire.

## Situation du personnel
Depuis son inauguration en 2019, le Laboratoire régional vétérinaire de Labé ne dispose pas, d'assez de personnel pour son bon fonctionnement. Il ne dispose que d'un seul fonctionnaire titulaire et de stagiaires.

## Distinctions
Le laboratoire a participé en 2020 à un essai inter laboratoire organisé par le Centre de Référence National et de la FAO pour la rage, l'Istituto Zooprofilattico Sperimentale delle Venezie, après ce test inter laboratoire sur la rage canine, le laboratoire a obtenu un score de 66 %. En 2022, le laboratoire a obtenu un résultat de 84.62% pour ce même test inter laboratoire.
En 2024, le laboratoire a obtenu un score de 100% sur les essais interlaboratoire sur la brucellose organisés pas l'Istituto Zooprofilattico Sperimentale delle Venezie avec l'appui technique de l'Organisation des Nations Unies pour l'Alimentation et l'Agriculture.